# 鷲晴夫
鷲 晴夫（わし はるお、1931年 - ）は、日本の登山家である。主な著書に『なぜ山に登るのか』がある。

## 経歴
1931年に東京都で生まれる。東京都立大学大学院修士課程修了し、在日米軍総司令部、日本語教育学会などに勤務した。

## 『なぜ山に登るのか』
『なぜ山に登るのか』は、1998年に出版された鷲晴夫の代表作。
「神が書かれた自然という名の書物"山"。登山とは、その神の書物をじっくりと読み、その崇高と美を味わうものである。」などとして登山を哲学的に述べたものである。